# 寝屋川市立堀溝小学校
寝屋川市立堀溝小学校（ねやがわしりつ ほりみぞしょうがっこう）は、大阪府寝屋川市堀溝三丁目にある公立小学校。
寝屋川市立南小学校より分離・開校した。卒業生は寝屋川市立第七中学校に進学する。

## 沿革
- 1970年4月1日 - 創立
- 1970年6月1日 - 新校舎（現在地）に移転
- 1970年8月30日 - 給食室竣工
- 1971年7月12日 - プール竣工
- 1973年3月9日 - 体育館竣工

## 出身著名人物
- 山下美夢有（プロゴルファー）